# Calle de Villalpando
La calle de Villalpando es una vía pública de la ciudad española de Segovia.

## Descripción
La vía discurre desde la calle de Cantarranas, donde conecta con la de Miraflores, hasta la travesía de Castillejos. Honra con el título al teólogo segoviano Gaspar Cardillo de Villalpando (1527-1581). Aparece descrita en Las calles de Segovia (1918) de Mariano Sáez y Romero con las siguientes palabras:

Villalpando.—Está comprendida esta calle entre las de José Zorrilla y de Miraflores. La calle es de caserío modesto y viejo de las afueras y recuerda su nombre al segoviano Dr. Gaspar Cardillo de Villalpando, ilustre varón, teólogo eminentísimo, nacido en nuestra Ciudad a 30 de septiembre de 1527. Estudiante afamado de Alcalá, humanista, catedrático de Artes, polemista notable y cura por oposición de Fuentelsaz; desde este pueblo marchó como representante del Obispo de Ávila al Concilio de Trento y cuál no sería su fama que allí conquistara, que fué elegido por el Papa su teólogo dominicano. Terminado el Concilio, pasó a su curato, que luego concedió a su sobrino por estar facultado para ello por el Pontífice y murió de canónigo de Alcalá el 24 de junio de 1581. Sus muchas obras, escritas en latín, de Teología y de Ciencias naturales, dicen los que las conocen que son por extremo meritísimas.
(Sáez y Romero, 1918, pp. 193-194)